# Tigecyklin
Tigecyklin (INN) je glycylcyklinové antibiotikum, které objevil Francis Tally a do výroby ho zavedla firma Wyeth pod značkou Tygacil. Léčivo bylo schváleno americkou FDA ve zkráceném procesu a povolení získalo 17. června 2005. Vývoj tigecyklinu byl reakcí na rostoucí prevalenci antibiotické rezistence u bakterií, například Staphylococcus aureus nebo Acinetobacter baumannii. Multirezistentní bakterie z čeledi Enterobacteriaceae disponující enzymem New Delhi metalo-beta-laktamázou se ukázaly jako citlivé na tigecyklin.
V Česku je tigecyklin registrován od 13. června 2008 na základě centralizovaného postupu Evropské unie.